# داش‌لی چالغان
داش‌لی چالغان (به لاتین: Daşlı Çalğan) یک منطقه مسکونی در جمهوری آذربایجان است که در شهرستان سیاه‌زن واقع شده است. داش‌لی چالغان ۱۷۰ نفر جمعیت دارد.